# Luis Eduardo Aute
Luis Eduardo Aute Gutiérrez (Manila, Filipinas; 13 de septiembre de 1943-Madrid, España; 4 de abril de 2020) fue un compositor, cineasta, escultor, pintor y poeta español. Aunque fue principalmente conocido como cantautor, también destacó como pintor y como director de cine. Hablaba español, inglés, catalán, francés, italiano[cita requerida] y tagalo.

## Biografía

### Primeros años en Filipinas
Luis Eduardo Aute nació en Manila, la capital de Filipinas, el 13 de septiembre de 1943. Su padre, Gumersindo Aute Junquera, había nacido en Barcelona, hijo de andaluces, y a los 18 años se fue a trabajar a Manila, a la compañía Tabacos de Filipinas y allí conoció a su mujer, Amparo Gutiérrez-Répide Carpi, una española hija de valenciana y santanderino. En su niñez, Luis Eduardo estudió en el colegio de La Salle, donde aprendió inglés, ya que toda la enseñanza se impartía en ese idioma; además hablaba tagalo, que aprendió en el día a día, español y catalán, que utilizó con su familia. Desde niño mostró gran habilidad como dibujante y pintor. Otra pasión temprana fue el cine, especialmente desde que sus padres le regalaron una cámara de ocho milímetros con la que realizó diversas películas con sus amigos.
A los ocho años viajó por primera vez a España. En Madrid, acompañando a la orquesta del Hotel Avenida, cantó por primera vez en público interpretando la canción Las hojas muertas. A los once años vio por primera vez On the Waterfront, película que lo marcó notablemente y lo llevó a escribir en inglés sus primeros poemas. Otra película que le influyó en esa época es Niágara, donde descubrió la sensualidad y el erotismo de Marilyn Monroe.

### Regreso de la familia a España
En 1954 la familia, previa estancia en Barcelona, se estableció definitivamente en Madrid, donde Luis Eduardo estudió en el colegio Nuestra Señora de las Maravillas. Tres años más tarde, al cumplir los quince, y tras regalarle su padre una guitarra, actuó en la fiesta de fin de curso del colegio formando un trío con otros dos amigos. En esos mismos años, muy influido por el expresionismo alemán, comenzó a pintar sin descanso, obteniendo una medalla de plata en el II Certamen Juvenil de Arte.
En 1960 tuvo lugar su primera exposición individual de pintura en la Galería Alcón de Madrid, con bastante éxito. Ese mismo año nació su hermano José Ramón. En el curso preuniversitario formó parte de varios grupos, como Los Sonor, del que surgirían Los Bravos y en el que tocaba la guitarra acústica; Los Tigres, en el que cantaba en inglés canciones de Elvis Presley, y, de acuerdo con José Ramón Pardo, Los Pekenikes. Sin embargo, el cine y la pintura, al igual que la escritura, siguieron siendo sus grandes pasiones. Con Los Sonor llegaría a interpretar dos canciones en el programa de televisión Salto a la fama, aunque Aute abandonó el grupo para centrarse en sus estudios.
En 1961 escribió su primer guion de cine y presentó un cortometraje de veinte minutos al concurso de la revista Primer Plano. También escribió Los últimos estertores, una especie de libro con textos, poemas y guiones que mandó encuadernar. Sus padres se separaron. Realizó otro cortometraje, Senses, que fue rechazado por inmoral. En 1962 realizó su segunda exposición individual de pintura, en la galería Quixote, y conoció a Marichu Rosado con quien se casó en 1968.
En 1963 comenzó a estudiar arquitectura técnica en la Escuela de Aparejadores, aunque solo dos semanas después abandonaría la universidad y se trasladó a París, donde vivió toda la efervescencia cultural de la época, descubrió la música de Jacques Brel y Georges Brassens, leyó a Paul Éluard y a Nietzsche (Más allá del bien y del mal) y vio películas prohibidas en España, como Lolita de Stanley Kubrick. Durante los siguientes años regresó varias veces a la capital francesa y comenzó a vivir de sus cuadros, realizando algunas exposiciones fuera de España. El marchante estadounidense Gregg Juárez vendía sus cuadros en Estados Unidos. También consiguió empezar a trabajar en el mundo del cine, destacando su participación en la película Cleopatra, de Joseph L. Mankiewicz, como intérprete de inglés, francés y español y segundo ayudante de dirección de la segunda unidad, que se encargaba de filmar las secuencias rodadas en España. En Madrid trabajó como meritorio de dirección en La vida es magnífica, una película de Maurice Ronet, y en Chaud, chaud, les visons, de Marcel Ophüls.

### Primeras composiciones y el éxito internacional
En 1965 Luis Eduardo Aute comenzó el servicio militar en Tremp (Lérida). Su capitán, aficionado al dibujo, le permitía tener tiempo para terminar los cuadros de una exposición que se iba a realizar en California. Durante un viaje a Madrid conoció a la cantante Massiel. Al concluir el servicio militar en mayo del año siguiente volvió a Madrid y viajó a São Paulo para participar en la Bienal de pintura con tres cuadros de gran formato. En Brasil descubrió la música de Bob Dylan y Joan Báez y al regresar, animado por Massiel y bajo el influjo de Dylan, escribió cinco canciones: Don Ramón, Made in Spain, Rojo sobre negro, Aleluya #1 y Rosas en el mar. En un principio, las ofreció todas a Massiel, aunque finalmente ella solo llegó a grabar la última, convirtiéndola en un éxito rotundo.[cita requerida]
Sin embargo, un antiguo compañero de Los Sonor, Manuel Escobar, eligió dos de ellas para incluirlas en el disco que estaba grabando y, mientras las ensayaba en un estudio con Aute a la guitarra, el productor y compositor Juan Carlos Calderón las escuchó y propuso a Aute que las grabara él mismo, aunque este, pese al deseo también de Ele Juárez, director artístico de RCA, rechazó la idea, ya que quería seguir centrándose en la pintura y en el cine. En 1967, Massiel incluye por fin en un nuevo disco Rosas en el mar y Hasta mañana, otra composición de Aute. Mientras tanto, la compañía RCA insiste a Aute para que sea él mismo el que grabe sus temas y este por fin acepta, editando un sencillo con Made in Spain y Don Ramón.[cita requerida]
La versión de Rosas en el mar de Massiel fue un gran éxito, por lo que RCA decide publicar Aleluya #1, interpretada por Aute, mientras Zafiro la publicó interpretada por Massiel. El tema fue un rotundo éxito a nivel internacional, realizándose por diversos cantantes versiones en Checoslovaquia, Francia, Italia, Brasil, Japón, Venezuela e Hispanoamérica. En Estados Unidos, Ed Ames hizo una versión llamada Who will Answer, adaptada por Sheila Davis que llegó al puesto número siete de la lista Billboard. Aute contó años después una curiosa anécdota que había escuchado, según la cual Paul McCartney, al escuchar esta versión en inglés del Aleluya, decidió contestarla con el tema Let it be, de los Beatles. En esta época, Aute conoció a Joan Manuel Serrat.[cita requerida]

### Primer disco y retirada
Pese al éxito cosechado, Aute siguió considerándose principalmente pintor y se planteaba esta incursión en el mundo de la música como algo temporal. No obstante, entre 1967 y 1968 publicó varios temas sueltos (Los burgueses, Mi tierra, Mi gente, Niño de nada, Slowly, Clamo al firmamento y Tiempo de amores) y su primer álbum, Diálogos de Rodrigo y Gimena, compuesto principalmente por esas canciones ya publicadas en disco sencillo o interpretadas por otros, como Rosas en el mar o el Aleluya #1, y otras de carácter satírico. El disco incluía en su interior la reproducción de una de sus pinturas y una definición de lo que para él era una canción. También realizó su cuarta exposición de pintura. Ese mismo año conoció a la cantante Mari Trini, que interpretó dos de sus canciones: El alma no venderé y No sé qué pasará, la primera canción que escribiera Aute.[cita requerida]
El 21 de marzo de 1968, se casó con su novia Maritchu y en mayo decidió dejar el mundo de la música, que lo había decepcionado, grabando seis meses después, a modo de testamento musical, el disco 24 canciones breves, una especie de crónica política y social de la España de aquellos años.[cita requerida]
Alejado del negocio de la música, en 1968 publicó en Nueva Dimensión, una revista de ciencia ficción, dos relatos cortos, Los fugitivos y P.A.P. En 1969 coescribió, bajo el seudónimo de Luis Junquera, el guion de Cibeles, que dirigió José Sámano y fue premio al mejor corto experimental en el Festival de Cine de San Sebastián. Ese mismo año realizó varias películas promocionales de diversos músicos encargadas por RCA para ser emitidas por televisión y conoció a la cantante Rosa León.[cita requerida]

### Los años setenta. Vuelta al mundo de la música
En 1970 publicó en Poesía 70, un poema que fue la causa del cierre de la revista, en la que había compartido páginas con los también cantantes Joaquín Sabina y Carlos Cano. También comenzó a escribir los primeros poemas del libro La matemática del espejo, algo fúnebre debido a la muerte de su suegro y de una tía de su mujer. Escribió y dirigió Minutos después, corto de 16 milímetros seleccionado para participar en el II Festival de Cine de Autor de Benalmádena. Ese año nació su hijo Pablo Antonio. También compuso, en colaboración con Jesús Munárriz, dos canciones para la obra de teatro Castañuela 70.[cita requerida]
En 1971, escribió y dirigió un nuevo corto, Chapuza 1, con su obra pictórica como protagonista, y realizó los paneles para la obra Marat-Sade, de Peter Brook, y los carteles para los ciclos sobre Godard, Luis Buñuel y el Novo Cinema Brasileño del Cine California de Madrid.[cita requerida]
En 1972, RCA publicó el recopilatorio Álbum (1966-67), con temas ya publicados, y al año siguiente Rosa León publicó su primer disco, en el que se incluyen siete canciones de Aute, como Las cuatro y diez, De alguna manera o La secretaria ideal.[cita requerida]
Ante el éxito obtenido, y con la promesa de libertad absoluta por parte de la compañía discográfica y del productor y escritor José Manuel Caballero Bonald (incluyendo la no obligación de aparecer en televisión ni de dar recitales en público), Aute volvió al mundo de la música como intérprete y ese mismo año de 1973 grabó Rito para Ariola, que salió al año siguiente y que constituyó el primero de los discos de la trilogía Canciones de amor y de muerte. La última canción del álbum es el tema Autotango del cantautor, una autocrítica hacia el mundo de los cantautores. Este mismo año compuso las canciones para El pechicidio, de Lauro Olmo. En 1974 escribió la banda sonora de Los viajes escolares, de Jaime Chávarri.[cita requerida]
En 1975 se editó Espuma, con el subtítulo «Canciones eróticas» y cuya contraportada incluyó sendas citas de Paul Éluard y Vicente Aleixandre. De este trabajo, que tuvo un considerable éxito, se extrajo el sencillo Anda, una de sus canciones más conocidas. Este mismo año publicó el libro La matemática del espejo y escribió las bandas sonoras de Emilia, parada y fonda, de Angelino Fons, y, para Televisión Española, Viaje a la Alcarria, de Antonio Rico. También rodó A flor de piel, su último cortometraje, a color y en 35 mm, protagonizado por Ana Belén y Jaime Chávarri. En estos años también diseñó carpetas de discos para RCA, EMI, Movieplay y Nevada y realizó retratos de encargo. Su primera actuación en público en solitario se produjo el 20 de diciembre de este año, junto a Amancio Prada, Rosa León, su hermana Julia León, Víctor Manuel y Luis Pastor, en el IX Festival de Villancicos Nuevos de Pamplona, donde interpretó el villancico Niño de nada.[cita requerida]
A continuación comenzó a grabar los temas de su siguiente disco, Sarcófago, que musicaliza algunos poemas de La matemática del espejo. El tema de este nuevo trabajo es la muerte por lo que, al no ser un tema comercial, se vio obligado por la compañía de discos a grabar Babel, un trabajo más comercial que finalmente salió en 1976, mientras que Sarcófago lo hizo en 1977. Babel era una especie de divertimento satírico e irónico sobre la sociedad de la época, con críticas al fútbol, la base estadounidense de Torrejón, el consumismo, etcétera, mientras que Sarcófago fue un trabajo mucho más personal e íntimo, el último de la trilogía Canciones de amor y muerte, tras Rito y Espuma. También en 1976 escribió para televisión la música de La señora García se confiesa, de Adolfo Marsillach, y La viuda andaluza, de Francesc Betriu.[cita requerida]
En 1977 escribió las bandas sonoras de las películas In memoriam, de Enrique Brasó, Esposa y amante, de Angelino Fons, Mi hija Hildegart, de Fernando Fernán Gómez y ¡Arriba Hazaña!, de José María Gutiérrez. También escribió una canción para El arquitecto y el emperador de Asiria, de Fernando Arrabal. Este mismo año comenzó a escribir las canciones de su disco Albanta y varios poemas para lo que fue su nuevo libro La liturgia del desorden. Las cantantes Marisol, Massiel, Ana Belén y Rosa León grabaron canciones escritas por él. También apareció el disco humorístico Forgesound, grabado el año anterior en compañía de Jesús Munárriz e inspirado por el humorista gráfico Antonio Fraguas de Pablo, conocido como Forges, y en el que también participaron Rosa León y su hermana
Julia, Teddy Bautista y Fernando García Morcillo.
En febrero de 1978 actuó en Albacete acompañado a la guitarra por Jos Martin en una fiesta organizada por el sindicato CNT y en la que también participaron Chicho Sánchez Ferlosio, Jesús Munárriz y Moncho Alpuente. Ante el éxito obtenido, a la semana siguiente actuó en Cuenca. El 12 de abril falleció su padre, a quien se encontraba muy unido. Siguieron las actuaciones en otros lugares, incluyendo el Colegio Mayor San Juan Evangelista de Madrid, y después del verano comenzó a ser acompañado por su inseparable guitarrista, Luis Mendo.
A continuación grabó Albanta, nombre inventado por su hijo Pablo para referirse a un país imaginario e ideal. El disco supuso un giro en su carrera, ya que los arreglos estuvieron dirigidos a la interpretación en directo y es el que tiene los sonidos más roqueros de toda su discografía, fruto de la dirección musical y los arreglos de Teddy Bautista, así como la participación en las guitarras de Armando de Castro. Incluyó el tema «Al alba», probablemente el más famoso y significativo de toda la carrera de Aute, dedicado a las víctimas de los últimos fusilamientos del franquismo pero que no obstante consiguió burlar la censura de la época. A por el mar es otro de los himnos de la época. El disco fue el primero de la trilogía denominada Canciones de amor y de vida. En julio fue invitado por el gobierno Cubano a participar en el Festival Mundial de la Juventud de La Habana, donde cantó con Pablo Milanés, Silvio Rodríguez y Amaury Pérez, miembros de la Nueva Trova Cubana. Cuando llega a Cuba empeora de una tuberculosis que padecía desde hacía tiempo contraída en España (no la contrajo en la isla). y tuvo que permanecer cinco meses en reposo, durante los cuales leyó filosofía, que influyó en su paso del ateísmo hacia un cierto tipo de religiosidad. Este mismo año escribió una canción para la película Cabo de Vara, de Raúl Artigot.[cita requerida]
En 1979 grabó el disco De par en par, que en un principio se iba a llamar Latido, pero al que la compañía discográfica le cambió el título (es el primer disco de la segunda etapa de Aute cuyo título no está compuesto por una sola palabra). También ese año compuso la música de la obra teatral Cinco horas con Mario, basada en la novela de Miguel Delibes y dirigida por Josefina Molina. El 22 de febrero de 1980 ofreció su primer concierto acompañado por la banda Suburbano, con Luis Mendo a la cabeza, en el Teatro Alcalá de Madrid. A finales de año apareció un nuevo disco llamado Alma, publicado con una nueva compañía, Movieplay. Este trabajo supuso el cierre de la trilogía Canciones de amor y de vida y es el primero producido por Luis Mendo. Incluye Pasaba por aquí y No te desnudes todavía, dos de las canciones más conocidas de Aute. Escribió la música para El hombre de moda, de Fernando Méndez Leite.[cita requerida]

### Los años ochenta
El 30 de abril de 1981 nació su hija Laura Julieta. Año en el que compuso la música de la película Función de noche, de Josefina Molina, interpretada por Lola Herrera y Daniel Dicenta. Protagonizó con Juan Carlos Calderón uno de los debates del programa de TVE, Mano a mano, dirigido y presentado por Joaquim María Puyal y coordinado por Carlos Villarrubia y Jordi Jaria.[cita requerida]
En marzo de 1982 publicó Fuga, que incluyó clásicos como Siento que te estoy perdiendo y Mira que eres canalla y constituye el primero de una nueva trilogía, Canciones de amor y duda. Escribió la música de Pablo y Virginia, de Jaime Chávarri. El 4 de marzo de 1983, en dos funciones, se grabó en el Teatro Salamanca de Madrid el disco en directo Entre amigos, en el que le acompañaron Teddy Bautista, Pablo Milanés, Silvio Rodríguez y Joan Manuel Serrat. Este nuevo trabajo subió a las listas de éxitos y fue Premio Nacional del Disco 1983 del Ministerio de Cultura. Escribió la música para Juego de poder, de Fausto Canal, y varias canciones para un disco de Pepa Flores.[cita requerida]
En 1984 publicó Cuerpo a cuerpo, en el que se incluyeron temas tan conocidos como Cine, cine, Dos o tres segundos de ternura y Una de dos. Un año después, en 1985, salió a la venta Nudo, que incluyó el tema El Universo. Ambos discos fueron acompañados por sendas exposiciones pictóricas de igual título. Realizó una exitosa gira de conciertos, actuando en la plaza de toros de Las Ventas de Madrid y en la Monumental de Barcelona. Ese mismo año escribió la música para Una infancia soñada, de Isidoro Moreno, y dirigió el episodio El muro de las lamentaciones, de la serie de televisión Delirios de amor, para el que también compuso la música. En 1986 grabó el doble disco, con título homenaje a Pablo Neruda, 20 Canciones de Amor y un Poema Desesperado, en el que revisa veinte de sus más conocidos temas y que termina con un poema recitado acompañado a la guitarra por Paco de Lucía. Participó en la grabación, en el Teatro Salamanca, del disco en directo Joaquín Sabina y Viceversa en directo, dedicándole a Joaquín Sabina una canción titulada Pongamos que hablo de Joaquín.[cita requerida]
El 7 de abril de 1987 nació su tercer hijo, Miguel Leonardo. Después del verano comenzó a grabar las canciones de Templo, un disco en el que, inspirado por los cuadros pintados para la exposición de igual título realizada en la galería Kreisler Dos de Madrid, elaboró todo un canto al amor y al erotismo tomando como base la liturgia de la misa cristiana. El trabajo, considerado por el mismo Aute como su «álbum maldito», fue acompañado por un vídeo de la canción Pumpum, pumpum filmado por el realizador Hervé Tirmache.[cita requerida]
En 1988 escribió, dirigió y compuso la música del episodio de la serie para televisión Delirios de amor titulado La pupila del éxtasis. Segundos fuera, grabado entre marzo y abril de 1989, iniciando la trilogía Canciones de amor y rabia. Este trabajo reflejó su desengaño frente a los sueños perdidos (en él aparece una cita del filósofo Eugenio Trías: «El cinismo es la moral del siglo XX, sobre todo de los últimos años, tras haberse desacreditado las antiguas utopías sociales, y se ha hecho del dinero el único Dios»). No obstante, el disco, que incluye otro de los clásicos de Aute, La Belleza (con vídeo de Hervé Tirmache), acabó con el humorístico Vaya faena.

### Los años noventa
Su siguiente disco, Ufff!, aparecido en 1991 y en el que colabora Suso Saiz, sigue la misma tónica que el anterior, entre la decepción y el refugio en el amor y el erotismo. El tema Siglo XXI puede ser considerado como una continuación/homenaje al famoso tango Cambalache, de Enrique Santos Discépolo. En el verano de 1992 grabó un nuevo disco, Slowly en compañía de Suso Saiz y Gonzalo Lasheras, que sustituyó a Luis Mendo como productor, y para el que las realizadoras Azucena Rodríguez y Carmen Rosado dirigieron el vídeo de la canción que da título al álbum. Los días 13 y 14 de noviembre actuó en La Casona del Conde de Palermo de Buenos Aires, en lo que fue su primera actuación en Sudamérica.[cita requerida]
En 1993 hizo campaña a favor de Izquierda Unida en las elecciones generales celebradas en España. En junio volvió a actuar en Buenos Aires y también en Uruguay y Chile. Ya en España, realizó en compañía de Silvio Rodríguez una gira de conciertos que dio como resultado el disco Mano a Mano, grabado en la plaza de toros de Las Ventas de Madrid el 24 de septiembre en un concierto que duró tres horas y media. El disco vendió más de 200 000 copias, todo un éxito para ambos artistas. Este mismo año publicó el disco/libro animaLuno en El Europeo, en el que musicaliza algunos de sus poemas breves, a los que denominó «poemigas»; también incluyó dibujos realizados con bolígrafo o «boligrafías». Dos años después, en 1995, publicó Alevosía, álbum en el que colaboraron Silvio Rodríguez y Santiago Feliú. En 1997 Jaime Chávarri dirigió una película sobre el cantautor llamada Ad libidum para la Sociedad General de Autores de España. Esta película formaba parte del ciclo Autor por autor, serie de 13 cortometrajes que reflejaban desde el cine independiente, la mirada de 13 directores sobre 13 músicos.
En 1998 salió Aire/Invisible, un doble disco compuesto por una primera parte cantada en español y una segunda cantada en inglés. El disco incluyó dos poemas de Fernando Pessoa y la versión inglesa de su tema Aleluya #1, que tanto éxito tuvo en los años sesenta. En 1999 publicó animaLdos en Plaza y Janés, otro experimento que incluyó más «poemigas» y un vídeo realizado filmando con una cámara de super 8. En el año 2000 se publicó ¡Mira que eres canalla Aute!, un disco homenaje en el que varios artistas versionaron temas del cantautor.[cita requerida]

### SigloXXIy fallecimiento

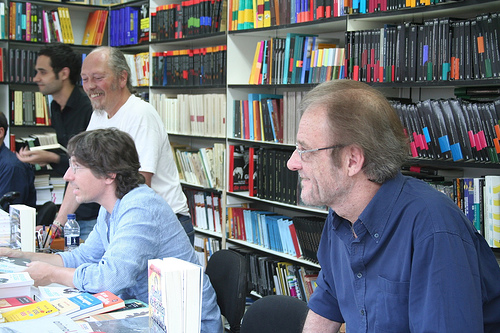
Aute en la Feria del Libro de Madrid junto a David Trueba.

En 2001 Luis Eduardo Aute, tras cinco años de intenso trabajo, dio a luz su película de larga duración Un perro llamado dolor, un proyecto de animación para el que realizó más de cuatro mil dibujos a lápiz. El filme se publicó en formato DVD acompañado de un disco con la banda sonora, compuesta por el propio Aute, Silvio Rodríguez, Suso Sáiz y Moraíto Chico. Esta película pudo ser visionada por el público en la 9.ª edición del Festival Internacional de Jóvenes Realizadores de Granada, celebrado en 2002, dentro de un ciclo que ese año recibió el nombre de Aute/Autor en lugar de Actor/Autor. La Fundación Salamanca Ciudad de Cultura le dedicó un homenaje titulado SemanAute, la mayor retrospectiva hasta la fecha del artista. Dentro de este homenaje, la exposición Aute. Transfiguraciones muestra su obra pictórica entre 1951 y 2001. Al año siguiente se publicó el libro Volver al agua, una recopilación de toda su obra poética, que incluyó los libros La Matemática del Espejo, La Liturgia del Desorden y Templo de Carne.[cita requerida]
En 2003 publicó Alas y balas, en donde recuperó el tema La vida al pasar, un tema que en su día compusiera para Marisol. Este mismo año salió el recopilatorio Auterretratos Vol. 1, que incluyó nuevas revisiones de temas clásicos de siempre. Dos años después salió la segunda parte de este trabajo, Auterretratos Vol. 2.[cita requerida]
En 2005 publicó animaLtresD, que incluyó más «poemigas» y dibujos en tres dimensiones para cuyo visionado se incluyeron unas gafas especiales y que, según el propio autor, «no son dibujos surrealistas, más bien racionalistas». El trabajo, publicado por Ediciones Siruela, se editó en el recopilatorio animaLhada, un libro que incluyó también un resumen de animaLuno y animaLdos más un CD y un DVD.[cita requerida]
En 2006 Aute sacó un nuevo libro-disco, titulado Días de amores. El libro recogía la letra de unas setenta canciones de su repertorio que tienen como tema principal el amor. El CD que lo acompañó incluyó once nuevas versiones de canciones clásicas de su repertorio más el tema inédito A día de hoy, que dio nombre a su siguiente disco, publicado al año siguiente.
A día de hoy (2007), producido por Tony Carmona, fue el primer disco de Aute con temas inéditos en cinco años, cuando se celebraban los cuarenta años desde su primera grabación. Incluyó doce canciones, entre ellas el Aleluya #8. Para acabar el año, Aute volvió a sorprender con la publicación de un nuevo trabajo, animaLhito, continuación de animaLhada, en el que presentó su nueva obra pictórica y literaria. El libro, con una tirada de 5000 ejemplares, incluía un CD con más de treinta nuevas canciones de sus «poemigas», con arreglos y producción de Javier Monforte, salvo cinco de ellos, de Miguel Aute. El libro fue prologado por Alfonso López Gradolí. Por otro lado, se puso a la venta Humo y azar, una caja con dos CD y otros tantos DVD grabados en directo.[cita requerida]
En 2008, colaboró en el tercer LP del rapero sevillano Haze, en el tema Juego de niños y en 2009, con el también rapero El Chojin en la segunda versión (remix) de la canción «Ríe cuando puedas, llora cuando lo necesites», de su disco Cosas que pasan, que no pasan y que deberían pasar.[cita requerida]
En 2009 fue invitado a cantar en el concierto 25 aniversario en la música de la cantautora ciezana María Esperanza, en el que ella le rindió homenaje. Esta actuación tuvo lugar dentro de la Semana Grande Cultural de Caja Murcia, en el auditorio Aurelio Guirao de Cieza.[cita requerida]
En 2010, una vez más con la producción y el acompañamiento de Tony Carmona, publicó Intemperie, un nuevo disco con 14 temas inéditos. Aficionado taurino reconocido, se posicionó a favor de la tauromaquia y en defensa de la misma diferentes artículos de prensa con motivo de la prohibición de las corridas en Cataluña.
En 2012 puso a la venta El niño que miraba al mar, producido por Tony Carmona, CD con 12 temas nuevos acompañados de un DVD con la película de animación El niño y el basilisco, obra del propio Aute.
A fines de noviembre de ese mismo año, colaboró con María Dolores Pradera en su disco Gracias a vosotros, interpretando a dúo el popular bolero "Caminemos".[cita requerida]
En 2013 colaboró en el LCD Manual para olvidados, del poeta mexicano Paco Álvarez, musicalizando e interpretando el texto «Aunque solo sea uno», En esta especie de libro - disco también participaron otros escritores y cantautores como Elena Poniatowska, Jaime Sabines, Tania Libertad, Santiago Feliú, y Cristina Narea, cantautora chileno madrileña que colaboró por más de 20 años junto a Aute como parte de su banda,  entre otros. En 2014 editó Claroscuros y otros pentimentos, libro que recogió todas sus canciones publicadas hasta entonces.
En 2015 recibió un homenaje por su trayectoria tanto en la música como en la pintura y en el cine, en la Mostra Viva del Mediterrani de Valencia.[cita requerida]
El 8 de agosto de 2016 el artista sufrió un infarto tras regresar a Madrid después de un concierto en Huelva. El infarto lo llevó a un estado de coma y a ser operado en el Hospital Gregorio Marañón, por lo que sus conciertos posteriores en España y Latinoamérica se suspendieron.
Tras el infarto cerebral sufrido en 2016 que lo mantuvo dos meses en coma realizó varias estancias en hospitales, entre ellos el Centro Internacional de Restauración Neurológica (CIREN) de Cuba, donde permaneció dos meses para someterse a un tratamiento experimental.
Tras esta estancia, el 30 de enero de 2017 regresó a Madrid desde Cuba y permaneció al cuidado de su familia.
El 16 de noviembre de 2018 se publicó un doble CD en directo titulado De la luz y la sombra, con 34 temas grabados en la última gira del artista en Madrid y México.
El 10 de diciembre de 2018, una veintena de artistas y admiradores celebraron el concierto homenaje Ánimo Animal en el antiguo Palacio de los Deportes de Madrid. Entre ellos, estuvieron Silvio Rodríguez, Joaquín Sabina, Joan Manuel Serrat, Ana Belén, Massiel, Víctor Manuel, Dani Martín, Jorge Drexler, Pedro Guerra, José Mercé, Rozalén, Andrés Suárez, Miguel Poveda, Ismael Serrano, Luis Pastor, Marwan, Vicente Feliú, Rosa León, Los Tambores De Calanda, Cristina Narea, cómplice escénica de Aute durante dos décadas, y Suburbano. El músico José Antonio Romero (colaborador de Víctor y Ana, Serrat, guitarrista y productor de Sabina) asumió la dirección musical. El artista y cantautor no pudo acudir a la cita, pero siguió de cerca los preparativos.
En 2019, al igual que ocurrió en el WiZink Center madrileño, el día 2 de febrero se realizó en el Auditorio del Fórum de Barcelona el concierto Ànims Animal, el cual reunió a varios amigos de Luis Eduardo Aute que brindaron un sentido concierto para darle ánimos; entre ellos otros colegas de la cantautoría: Paco Ibáñez, Quico Pi de la Serra, Maria del Mar Bonet, Marina Rossell, Sisa, Roger Mas, Los Tambores De Calanda y artistas con un pie en otras estéticas, desde Estopa hasta Els Amics de les Arts, pasando por Quique González, Andrés Suárez, Ángel Petisme, Suburbano, Javier Gurruchaga y Depedro que completaron el elenco junto a Cristina Narea, quien también ejerció de organizadora ejecutiva del concierto homenaje, bajo la dirección musical de Cope Gutiérrez, otro reconocido colaborador del cantautor.
El 13 de septiembre de 2019 se estrena el filme de homenaje al autor llamado: «Aute Retrato», dirigido por Gaizka Urresti, de Urresti Producciones S. L.
Es un largometraje documental sobre el medio siglo de carrera de Luis Eduardo Aute, construido con comentarios de amigos, familiares y compañeros de profesión, que expresan su afecto y admiración por su persona y su inmensa obra musical, pictórica, poética y cinematográfica. Se recogen también grabaciones y palabras suyas efectuadas a lo largo de su vida artística.
El propio artista participa con su presencia y mirada en algunos momentos del rodaje del documental, (pero en silencio obligado por su estado de salud, moriría poco más de medio año después del estreno de este filme).
Falleció por COVID-19 el 4 de abril de 2020 a los setenta y seis años en un hospital de Madrid en el que fue internado veinticuatro horas antes. Sin embargo la familia dijo que no pudo saber si falleció a causa de la COVID-19.
A finales de 2020, la editorial Ya lo dijo Casimiro Parker editó el título «Auténtico», como dice en su sinopsis, es un volumen que reúne el pensamiento artístico de Aute a través de sus poemas/poemigas, y sus pinturas y dibujos. Son las dos vertientes artísticas menos conocidas de Luis Eduardo, pero donde se sentía más cómodo. Una muestra de que fue un artista total y fundamental de nuestra cultura.
En 2024 Antonio Álvarez del Pino publicó Vera Ópera, un ensayo que analiza de manera cronológica su pintura.

## Vida personal
En 1968 se casó con la ecuatoriana María del Carmen Rosado, Maritchu, con quien tuvo tres hijos: Miguel Leonardo, Laura Julieta y Pablo Antonio.

## Discografía

### Sencillos de la primera época
- Don Ramón / Made in Spain (RCA-Víctor, 1967)
- Aleluya #1 / Rojo sobre negro (RCA-Víctor, 1967)
- Al-leluia #1 / Roig damunt el negre  (RCA-Víctor, 1967)
- Mi tierra, mi gente / Los ojos (RCA-Víctor, 1968)
- Los burgueses / Me miraré en tu cuerpo (RCA-Víctor, 1968)
- Clamo al firmamento (Aleluya #2) / Ausencia / Labrador (RCA-Víctor, 1968)
- Yo pertenezco / Dónde estará la verdad (RCA-Víctor, 1968)
- Tiempo de amores / Sí, sí, señor (RCA-Víctor, 1968)

### Discos de larga duración

#### Álbumes de estudio
1986  20 Canciones de Amor y un Poema Desesperado Ariola
| Año  | Título                       | Sello      | Notas                                |
| ---- | ---------------------------- | ---------- | ------------------------------------ |
| 1967 | Diálogos de Rodrigo y Gimena | RCA-Víctor |                                      |
| 1968 | 24 canciones breves          | RCA-Víctor |                                      |
| 1973 | Rito                         | Ariola     |                                      |
| 1974 | Espuma                       | Ariola     |                                      |
| 1975 | Babel                        | Ariola     |                                      |
| 1976 | Sarcófago                    | Ariola     |                                      |
| 1977 | Forgesound                   | Ariola     | Con Jesús Munárriz                   |
| 1978 | Albanta                      | Ariola     |                                      |
| 1979 | De par en par                | Ariola     |                                      |
| 1980 | Alma                         | Movieplay  |                                      |
| 1981 | Fuga                         | Movieplay  |                                      |
| 1984 | Cuerpo a cuerpo              | Ariola     |                                      |
| 1985 | Nudo                         | Ariola     |                                      |
| 1987 | Templo                       | Ariola     |                                      |
| 1989 | Segundos fuera               | Ariola     |                                      |
| 1991 | Ufff!                        | Ariola     |                                      |
| 1992 | Slowly                       | Ariola     |                                      |
| 1994 | Animal - Poemigas 1991- 1994 |            | Libro-disco                          |
| 1995 | Alevosía                     | Virgin     |                                      |
| 1998 | Aire/Invisible               | Virgin     |                                      |
| 2003 | Alas y balas                 | Virgin     |                                      |
| 2007 | El desenterrador de vivos    |            | Libro-disco (con Fernando Polavieja) |
| 2007 | A día de hoy                 | BMG Ariola |                                      |
| 2010 | Intemperie                   | Sony Music |                                      |
| 2012 | El niño que miraba el mar    | Sony Music |                                      |
| 2018 | Aute canta a Oroza           |            |                                      |

#### En directo
| Año  | Título                | Sello      | Notas                |
| ---- | --------------------- | ---------- | -------------------- |
| 1983 | Entre amigos          | Movieplay  |                      |
| 1993 | Mano a mano           | Ariola     | Con Silvio Rodríguez |
| 2007 | Humo y azar           | BMG Ariola |                      |
| 2018 | De la luz y la sombra | Sony Music |                      |

#### Recopilatorios
| Año  | Título                                      | Sello      | Notas          |
| ---- | ------------------------------------------- | ---------- | -------------- |
| 1972 | Álbum 1966-67                               | RCA        |                |
| 1993 | 20 canciones de amor y un poema desesperado | Ariola     |                |
| 1996 | Paseo por el amor y el deseo                | Ariola     |                |
| 2001 | Querencias                                  | Virgin     |                |
| 2003 | Auterretratos, vol. 1                       | BMG Ariola |                |
| 2005 | Auterretratos, vol. 2                       | BMG Ariola |                |
| 2008 | Memorable cuerpo                            | Sony BMG   |                |
| 2009 | Auterretratos, vol. 3                       | BMG Ariola |                |
| 2009 | Auteclàssic                                 | Sony Music | Con Joan Isaac |

### Colectivos
- Tercer festival de la Nueva Canción Latinoamericana (Discos Pentagrama, 1984)
- Todas las voces todas (1996)
- Canto por el cambio (2004)
- Manual para olvidados (2013)

## Poemarios originales
- La matemática del espejo (Edició Ángel Caffarena, Málaga, 1975)
- La liturgia del desorden (Hiperión, Madrid, 1978)
- Canciones (Hiperión, Madrid, 1988)
- animaLuno (Editorial El Europeo/Allegro, Madrid, 1994). Disco-libro.
- animaLdos (Plaza/Janés, Madrid, 1999). Libro-vídeo.
- animaLtresD (Siruela, 2005)
- animaLhito (Siruela, 2007)
- No hay quinto aniMaLo (Siruela, 2010)
- El sexTo animal (Espasa, 2016)

Claroscuros y otros pentimentos (Pigmalión, 2014) y Toda la poesía (Espasa, 2017) son las recopilaciones más recientes de su cancionero y su poesía completa, respectivamente.

## Filmografía
- Senses (cortometraje, 1961)
- Días de viejo color (1967)
- Minutos después (cortometraje, 1970)
- Chapuza 1 (1971)
- A flor de piel (cortometraje, 1975)
- La viuda andaluza (1976), compositor
- Los viajes escolares (1976), compositor
- Esposa y amante (1977), compositor
- In memoriam (1977), compositor
- Mi hija Hildegart (1977), compositor
- ¡Arriba Hazaña! (1978), compositor
- El hombre de moda (1980), compositor
- El muro de las lamentaciones (cortometraje, 1986)
- El vivo retrato (1986)
- La pupila del éxtasis (1989)
- Un perro llamado Dolor (2001), director
- Delirios de amor (1986), director y guionista
- El niño y el basilisco (2012)
- Tras Nazarín (2015), actor y compositor[53]
- Vincent y el giraluna (2015)

## Exposiciones de pintura

### Individuales
- 1960: Galería Alcón, Madrid
- 1962: Galería Quixote, Madrid
- 1963: Galería Grin-gho, Madrid
- 1964: Galería Juárez, Palm beach, Florida. Galería Grin-gho, Madrid
- 1966: Galería Juárez, Palm Beach, Florida. Galería Juárez, Los Ángeles, California. Galería Syra, Barcelona
- 1968: Galería Quixote, Madrid
- 1971: Galería Cultart, Madrid
- 1972: Diputación provincial de Málaga
- 1973: Galería Tupac, Madrid
- 1974: Galería Internacional de Arte, Madrid. Galería Estiarte, Madrid.
- 1975: Galería Matisse, Barcelona. Sala de exposición de la Ciudadela, Pamplona.
- 1980: Galería Faunas, Madrid
- 1983: Pasión. Galería Kreisler Dos, Madrid. Galería Serrallonga, Barcelona.
- 1984: Galería Joan de Serrallonga, Barcelona
- 1985: Museo de Albacete
- 1986: Templo. Galería Kreisler Dos, Madrid. Museo Municipal de Bellas Artes, Santander
- 1987: Galería D, Barcelona
- 1989: Galería El Foro, Pozuelo de Alarcón, Madrid. Casa de Cultura, Majadahonda, Madrid
- 1991: Can Sisteré, Santa Coloma de Gramanet, Barcelona
- 1992: Galería Dadá, Granada
- 1993: Sala de Arte de la Universidad de Málaga. Sala Garibay, Kutxa, San Sebastián
- 1994: Sala d'Art Josep Bages, Torres Muntadas, Barcelona
- 1995: Galería Moriarty, Madrid. Sala Vinçon, Barcelona
- 1996: Taller Mayor 28, Madrid. Galería Viciana, Valencia. Galería Aurora, Murcia
- 2004: Aute. Transfiguraciones. Sala de exposiciones de Santo Domingo, Salamanca
- 2004: Fusión. Aute Tránsito 1951-2001. Museo de Huesca.
- 2005: Aute-tránsito. Centro Buñuel de Calanda (Teruel)
- 2008: Transfiguraciones. Museo de Bellas Artes. La Habana, Cuba
- 2008: «Intercambio de fluidos» Galería Sharon-Art (León)

### Colectivas
- 1960: II Certamen Juvenil de Arte, Madrid (Medalla de Plata)
- 1965: Bienal de Zaragoza. Les arts en Europe, Bruselas. Biennale de París
- 1967: Bienal de São Paulo
- 1973: 25 Artistas Jóvenes. Galería d'art del Vallés, San Cugat, Barcelona
- 1974: Colectiva de la revista Tropos, Galería Matisse, Barcelona. Colectiva, Galería Kreisler Dos, Madrid. Seleccionado para los Concursos Nacionales de Bellas Artes, Madrid. XXVIII Mostra Internazionale Fondazione Michetti, Francavilla al Mare, Italia (Primer Premio de pintura)
- 1975: Colectiva, Galería Atienza, Madrid.
- 1982: Colectiva del grupo ABRA, Galería Altex, Madrid. Kermesse Mágica, Galería Altex, Madrid. Kermesse Mágica, Galería Marie Blanchard, Santander
- 1983: ARCO, Madrid
- 1984: ARCO, Madrid. Colectiva del grupo ABRA, Galería Weehuis Neumen, Holanda
- 1985: Poemas autógrafos, Galería Moriarty, Madrid
- 1996: Referente: Goya, Galería Bat, Madrid
- 1998: II Salón Refractario, Galería Buades, Madrid
- 2003: Los colores de la música, Inauguración: Círculo de Bellas Artes, Madrid (Exposición itinerante)

## Reconocimientos
- En 2016 recibió el Premio José Rizal de las Letras Filipinas, que otorga el Instituto Juan Andrés de Comparatística y Globalización y el Grupo de Investigación Humanismo-Europa, en este caso "al artista polifacético Luis Eduardo Aute por el conjunto de su obra literaria y artística con motivo de la publicación del volumen de 'Poemigas y otras iconografías' titulado El sexTo animal (Madrid, 2016)".[54]